# 철인 28호 (2005년 영화)
철인 28호(일본어:  鉄人28号 테츠진 니쥬하치고우[*])는 요코야마 미쓰테루(横山光輝)의 만화작품 《철인 28호》를 원작으로 하는 극장용 실사영화이다. 또한 이 작품에 등장하는 가공의 로봇 이름이며 이 작품의 주제가 곡목이기도 하다. 2005년 3월 19일에 일본에서 개봉했다. 상영시간 114분. 컬러 작품.
2007년에 개봉한 애니메이션 영화 《철인 28호 백주의 잔월》과는 별개의 작품이다.

## 개요
1960년의 TV드라마 이래 《철인 28호》의 2번째 실사화 작품이며 최초의 오리지널 극장영화이다. 게임 소프트, TV 애니메이션 등의 '철인' 콘텐츠를 미디어믹스로 전개하는 프로젝트의 일환으로써 2003년에 제작이 개시되었다. 감독으로는 《별에게 소원을》, 《비·밸런스》 등의 청춘영화로 알려진 도가시 신이 기용되었다. 2004년작 애니메이션의 제작에 결정적인 역할을 한 킹레코드의 프로듀서 오쓰키 도시미치가 기획에 참가하였으며, 배경음악도 그 작품과 마찬가지로 작곡가 센쥬 아키라가 담당했다.
이야기의 기본 골격은 그대로 유지하되 배경을 현대 일본으로 옮겨왔으며, 주인공 쇼타로의 정신적 성장에 초점이 맞춰져 있다. 또한 최신 CG 기술을 구사한 특수효과를 투입하여 거대로봇끼리의 시가전을 처음으로 스크린에 옮겼다. 남주인공 가네다 쇼타로와 그 서포터이자 여주인공인 다치바나 마미 역은 영화 제작이 결정된 단계에서 일반 모집을 포함한 오디션이 실시되어, 각각 1만 명 가까운 응모자 중에서 이케마쓰 소스케와 아오이 유가 선발되었다. 주제가는 2004년작 애니메이션과 마찬가지로 롯폰기 남성합창단이 리메이크한 《철인 28호》를 사용했다.
2005년 11월 25일에 제네온 엔터테인먼트에서 DVD로 발매되었다. 2006년에는 제네온 USA에서 영어자막을 수록한 미국판 DVD를 별도로 발매했다.
대한민국에서는 2007년에 메가박스 일본영화제를 통하여 한정 상영되었다. 2013년 2월 28일부터는 LG유플러스 IPTV를 통해 주문형 비디오로 상영되었다.

## 줄거리
현대의 도쿄. 12세의 평범한 초등학생인 가네다 쇼타로는 일찍 아버지를 여의고 홀어머니와 둘이서 살아가고 있다. 그러던 어느날 거대한 파괴로봇 '블랙옥스'를 내세운 정체불명의 테러리스트 집단이 도쿄를 습격하고, 쇼타로의 어머니 요코가 사건에 말려들어 부상을 입는다. 뜻밖의 사태에 고민하던 쇼타로의 앞에 의문의 노신사 아야베가 나타나 아버지의 유산이라며 수십 년 전에 개발된 거대로봇 '철인 28호'를 맡긴다. 철인 28호는 쇼타로의 아버지인 로봇공학의 제1인자 가네다 쇼이치로가 부친의 연구를 물려받아 평화이용을 위해 개발하던 로봇이다. 쇼타로는 MIT 출신의 천재 로봇공학자 다치바나 마미의 도움을 받아 철인의 조종법을 익혀가며 블랙옥스에 맞서 싸울 준비를 시작한다.

## 스탭
- 원작: 요코야마 미쓰테루
- 기획: 도야 노부유키, 오쓰키 도시미치
- 감독: 도가시 신
- 각본: 사이토 히로시, 야마다 고타
- 음악: 센쥬 아키라
- 촬영: 야마모토 히데오
- 시각효과: 마쓰모토 하지메
- 제작: T-28 프로젝트(덴쓰, 킹레코드, 미디어웨이브, 위성극장, TV 아사히, 제네온 엔터테인먼트, 제네온 USA, 크로스미디어)
- 기획협력: 히카리 프로덕션
- 배급: 쇼치쿠

## 출연진
- 가네다 쇼타로: 이케마쓰 소스케
- 다치바나 마미: 아오이 유
- 가네다 요코: 야쿠시마루 히로코(우정출연)
- 다쿠미 레이지: 가가와 데루유키
- 기지마 레이라 닐슨: 가와하라 아야코
- 에지마 가나: 나카자와 유코
- 무라사메 겐지: 다카오카 소스케
- 가네다 쇼이치로: 아베 히로시
- 오쓰카 유노스케: 에모토 아키라
- 아야베 다쓰조: 나카무라 가쓰오
- 블랙옥스의 목소리: 하야시바라 메구미

## 참고 문헌
- 히카리 프로덕션(光プロダクション) 감수, 《철인 28호 론(論)》, 피아, 2005년, 18·95~96·156~165쪽.
- 《아니메 스튜디오》 Vol.1, 오조라슛판, 2004년, 10쪽.
- 《요코야마 미쓰테루의 모든 것》, 타쓰미슛판, 2005년, 48~57쪽.
- 《요코야마 미쓰테루 프리미엄 매거진 Vol.08 ‘철인 28호’》, 고단샤, 2009년, 17쪽.